# Vändra (Veriora)
Vändra – wieś w Estonii, w prowincji Põlva, w gminie Veriora.